# Шолоїцквінтлі
Шолоїцкві́нтлі (науатль xōlōitzcuintli,  [ʃoːloːit͡sˈkʷint͡ɬi]) або шо́ло — одна з найдавніших порід собак. За класифікацією Міжнародної Кінологічної Федерації належить до 5 групи МКФ (шпіци та примітивні). Деякий час порода називалася  «мексиканський безшерстий собака», Це було пов'язано з тим, що цуценята з шерстю, які народжуються в кожному приплоді, вибраковувались. Але після того, як у 2014 році Міжнародна Кінологічна Федерація визнала варіацію з волосяним покровом такою, що відповідає стандарту, породі було повернено її історичну назву  — «шолоїцквінтлі».

## Опис
Існують три різновиди цієї породи: стандартний (висота в холці 46-60 см), середній (36-45 см) і мініатюрний (25-35 см). Усі різновиди не мають премолярів. Вага собак зазвичай становить 13,5-16 кг. Статура гармонійна, витончена. Тіло може бути трохи подовженим щодо росту собаки. Черепний відділ голови широкий, перехід від чола до морди виражений слабко, морда не гостра. Очі мигдалеподібні. Великі вуха дуже виразні — довгі, стоячі та тонкі. Шия поставлена високо, з гарним вигином, наче в антилопи. Шкіра дуже м'яка і гладенька, гаряча на дотик, червонуватого або сірого кольору, іноді з рожевими плямочками. Температура тіла трохи підвищена в порівнянні з іншими породами. Шерсть відсутня, окрім декількох пучків волосся на голові та хвості.
Має імунітет від безлічі звичайних собачих хвороб.

## Спосіб життя
Собака спокійний і граційний. Водночас дорослі собаки зазвичай спокійні й урівноважені, гавкають і гарчать, тільки якщо їх спровокувати на це. Шолоїцквінтлі — сміливий та веселий собака. Вживає м'ясо, проте може й деякі овочі та кукурудзу.

## Стосунки з людиною
Господар у нього, як правило, один, за відсутності якого він дуже страждає. Є безстрашним сторожем, відданим своїм хазяям, не любить сторонніх. Їх можуть тримати алергіки й астматики без ризику отримати реакцію, викликану присутністю собачої шерсті. Терпляче ставиться до дітей та інших домашніх тварин. Необхідний особливий, дуже ретельний догляд за шкірою.

## Історія
Час появи шолоїцквінтлі достеменно не відомий. За деякими версіями, породу було виведено азійськими кочівниками, які через Берингову протоку потрапили до північної Америки, а звідси до Мексики. Інші дослідники стверджують про суто американське походження собаки. Напевне знано, що вона вже існувала у 5000 до н. е. 

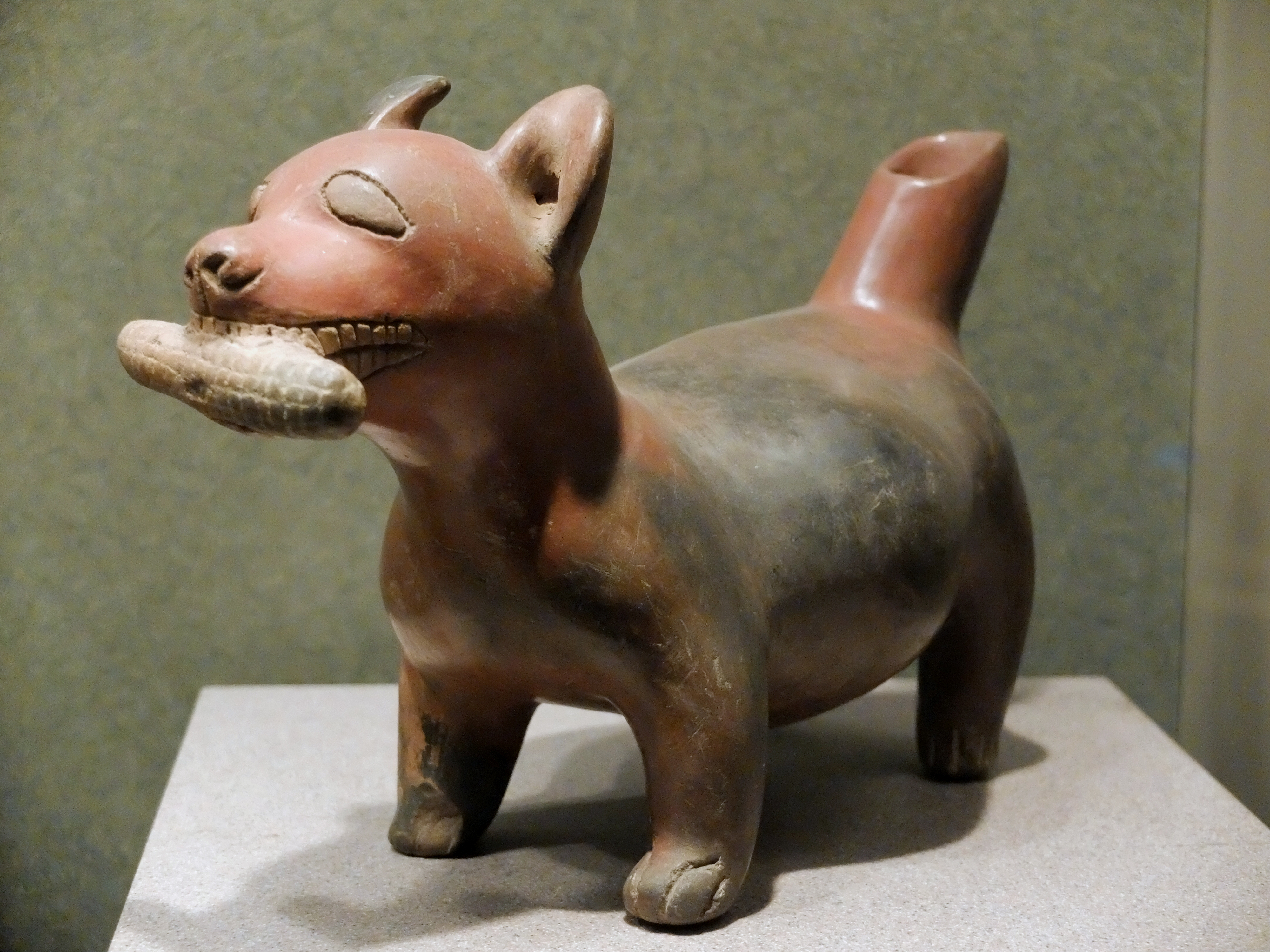
Глиняна фігурка собаки

Назва з мови наватль перекладається як «собака бога Шолотля» — від імені ацтецького бога Шолотль та слова іцквінтлі, що значить «собака». Була відома цивілізаціям Коліма, тольтеків, ацтеків. За останнім відомостями, була відома також мая, які називали її «шул» (або шуль). В останніх слугувала виключно ритуальним цілям, була провідником сонця донизу (в пекло), що символізував захід сонця. Глиняні й керамічні зображення шоло виявлені в могилах мая, тольтеків, сапотеків і ацтеків. У 1950-х роках виявлено багато поховань шоло в місті Тенайюка — місці, відомому як «Храм Шолотля».
Відігравала важливу роль в ацтецькій медицині. Вважалося, що сон з безшерстим собакою протягом 4 днів може принести полегшення від безлічі недуг. Вони рекомендувалися через здатність знімати зубний біль, кольки, ревматизм, усі типи суглобових і хребетних болів, лікувати параліч, зламанні кістки, як профілактика для збереження тіла, здатна запобігати подальшій вагітності. При цьому ацтеки також розводили цього собаку для вживання в їжу, вважалася делікатесом. Деяких шоло вирощували як домашню худобу: їх кастрували, потім вони товстіли на суміші черствого хліба, зеленого маїсу і гнилого м'яса. Завдяки їхній ненажерливості, вони швидко набирали вагу на цій дієті. Звідси походить помилкова думка, що шоло є вегетаріанцями.
Завдяки цьому ця порода була збережена народами Месоамерики протягом тисячоліть. Вперше з європейців її описав іспанський чернець Бернардіно де Саагун. Після падіння Ацтецької імперії іспанські інквізитори розпочали знищення шолоїцквінтлі як уособлення поганських вірувань. Цей процес тривав довго, адже самим конкістадорам сподобалося собаче м'ясо. Ще в 1540-х роках шолоїцквінтлі продавалися на Собачому ринку в Акольхуані. Втім, дії інквізиторів та завезення свійської худоби з Європи завдало удару популяції цього собаки. В результаті він практично зник.
Завдяки активним діям Нормана Пелема Райта, який у 1954 році знайшов декількох особин у віддалених місцях, вдалося зберегти породу. 1 травня 1956 шоло було офіційно визнано в Мексиці. 1960 року FCM (Мексиканська Кінологічна Федерація) зареєструвала близько 40 собак, до 1965 року популяція збільшилася до 70 особин. Нині понад 2000 шоло зареєстровані в Мексиці, а порода розглядається як національне надбання. Зображення цієї породи прикрашають логотип FCM, поштові марки, вони з'явилися на картинах відомих мексиканських художників, зокрема Дієго Рівера і Фріди Кало. В Україну перша собака породи Шоло була завезена із Куби у на початку 90 років. У 2010 році в Україні було створено монопородний клуб кслолітцкуїнтлі (шолоїтцкуінтлі). В Україні ця порода досить є дуже рідкісною. Загальна кількість собак на початок 2022 року у трьох розмірах не перевищує 300 голів. Але порода розвивається завдяки діяльності найвагоміших розплідників таких як ORO BELLO та DEL SHARM ELNINYO. В Україні собак цієї породи можна побачити на виставках собак у Києві. https://mydogex.com/show [Архівовано 24 січня 2022 у Wayback Machine.]. Ці собаки заслуговують на те, щоб їх існування було збережено і подовжено для майбутніх поколінь людства!

## Легенди та міфи
Народи Месоамерики вважали, що шоло захищають будинок від злих духів. Відповідно до уявлень ацтеків шолоїцквінтлі був представником та символом бога Шолотль, Володаря Подвійності, життя і смерті. Був звичай на похоронах вбивати одну з цих собак стрілою в рот і ховати її рештки разом з померлою людиною, вірячи, що собака проведе душу покійного господаря на небеса.